# Joannes de Limpens
Joannes Josephus Christianus de Limpens (Oirsbeek, 20 januari 1791 - Herentals, 6 oktober 1877) was een Belgisch notaris en politicus.

## Levensloop
De Limpens was notaris van beroep. Ook was hij politiek actief. Na de dood van Henri Le Paige werd hij aangesteld als burgemeester van Herentals, een functie die hij zou uitoefenen tot zijn dood. Hij werd in deze hoedanigheid opgevolgd door Julien Van Schoubroeck.
Hij verkreeg het ereteken van ridder in de Leopoldsorde.